# Microdebilissa infirma
Microdebilissa infirma is een keversoort uit de familie van de boktorren (Cerambycidae). De wetenschappelijke naam van de soort werd voor het eerst geldig gepubliceerd in 1989 door Carolus Holzschuh.